# Szabad-kameran

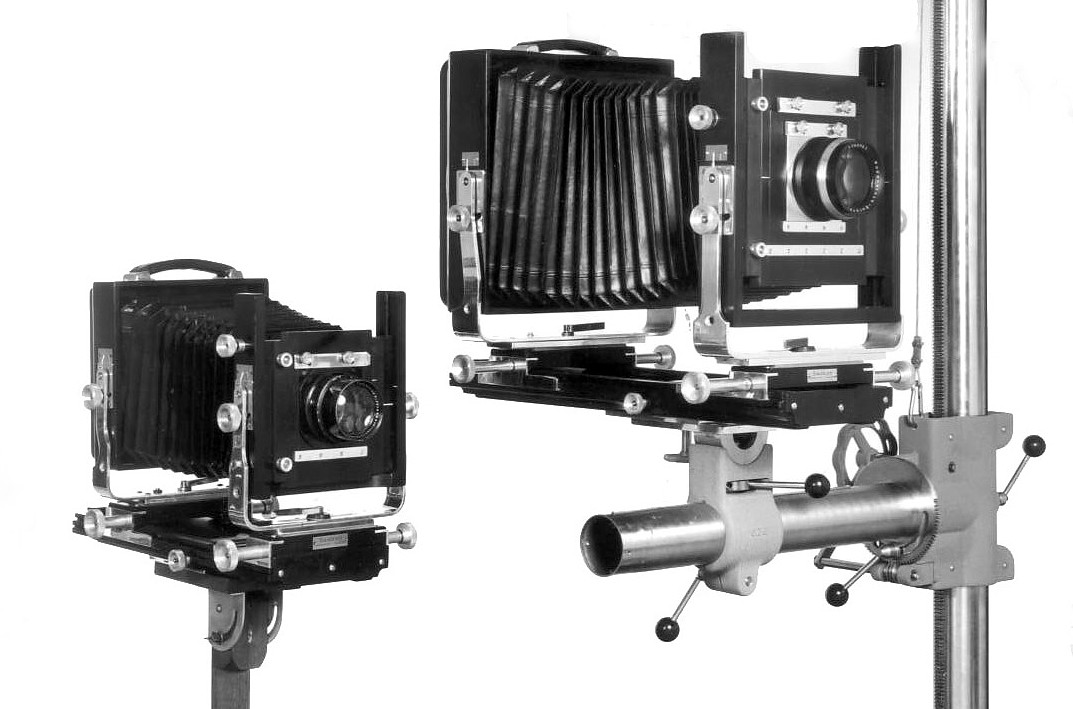
Två Szabad-kameror för 12×16 och 18×24 cm.

Szabad-kameran var en svensk storformatskamera som tillverkades i Stockholm mellan åren 1945 och 1962. Namnet härrör från dess konstruktör, den i Ungern födde ingenjören Szilárd Szabad.
Szabad kom 1936 till Stockholm för att läsa vid Stockholms tekniska institut för att bli flygtekniker. Efter avslutade studier startade han en verkstad vid Malmskillnadsgatan 34B där han tillverkade gjutmodeller. Snart började han reparera och tillverka fotokassetter för ateljékameror. En av kunderna var Hasselblads Fotografiska AB. Uppmuntrad av ledande studiofotografer i Stockholm, bland dem den kände ateljén Herman Bergne, vars fotografer önskade sig en mera flexibel kamera med rörlig bakstycke, började Szabad 1945 att konstruera en ny storformatskamera. Studiofotograferna jobbade vid den tiden alla med Eastmans ateljékamera, som var en bra grundkonstruktion, men med fast front och ett inte speciellt rörligt bakstycke. Szabad utgick från Eastmans konstruktion men ritade en kamera med extra stor vridning och lutning på bakstycket.
I oktober 1945 var ritningarna klara och en prototyp visades upp för Hasselblads, där inköpschefen i Göteborg beställde  50 kameror för storformat (12×16,5 cm bladnegativ). Dessa såldes de första åren under namnet Hasselblads Universalkamera.

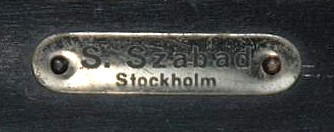
"S. Szabad Stockholm".

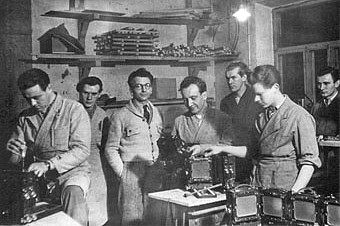
Szabad (med glasögon) och medarbetare i verkstaden på Malmskillnadsgatan, 1950-tal.

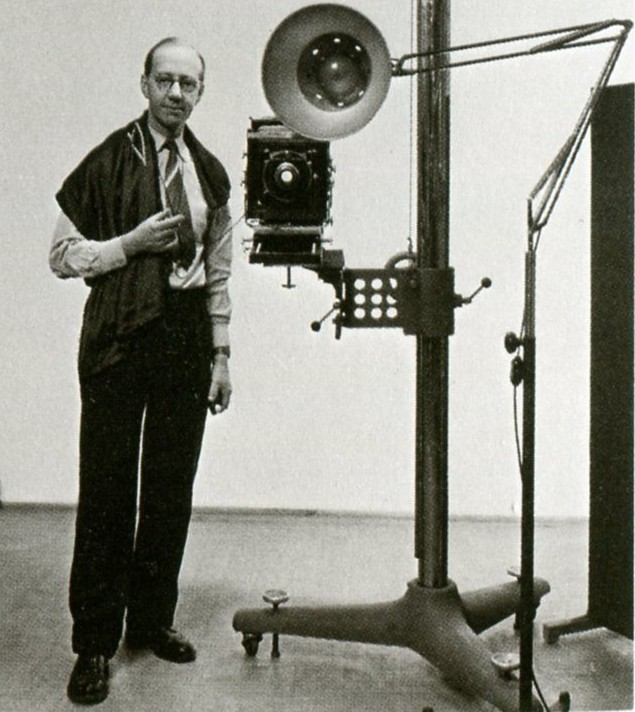
Självporträtt av fotografen Arne Wahlberg med sin Szabad-kamera.

Den första serien hade en del barnsjukdomar men med varje ny serie och genom tät kontakt med fotograferna förbättrades konstruktionen. Som mest jobbade ett tiotal personer i den lilla verkstaden vid Malmskillnadsgatan. I slutet av 1950-talet flyttade Szabad verkstaden till Tavastgatan på Södermalm, eftersom hans tidigare lokaler revs i samband med Norrmalmsregleringen. 
Kamerahuset var tillverkat av trä och metall, objektivet kom dock inte från Szabad. Fram till början av 1950-talet var trädetaljerna av mahogny och kamerorna kallades "de röda", sedan kom "de svarta" Szabad-kamerorna. Det var en andra uppdaterad version, som också fick bära konstruktörens namn; Szabad Universalkamera. Mellan 1945 och 1962 tillverkades cirka 1500 Szabadkameror som gick även på export till bland annat Norge och Finland samt i slutet av 1950-talet även till USA, då med negativformaten 4×5" och 5×7". Långt in på 1950-talet var denna svenska kamera favoritkameran för otaliga ateljéfotografer.
Szabads lilla fabrik producerade även reprokameror på specialbeställning för negativformatet 24×30 cm och 30×40 cm till bland annat Nationalmuseum, Svenska Dagbladet och Saab. I produktsortimentet ingick också ett stadigt stativ. Efter 1962 minskade kameraproduktionen och Szabad fortsatte med tillverkning av ateljéstativ, som kom att exporteras till många länder i Europa. Då fanns produktionslokalerna i Västerhaninge, söder om Stockholm. 1989 övertogs äganderätten till Szabad-stativen av Pendings mekaniska verkstad i Falkenberg.